# Kolormet Zaporoże
Kolormet Zaporoże (ukr. Футбольний клуб «Кольормет» Запоріжжя, Futbolnyj Kłub "Kolormet" Zaporiżżia) – ukraiński klub piłkarski z siedzibą w mieście Zaporoże.

## Historia
Chronologia nazw:
- 193?—19??: Kolormet Zaporoże (ukr. «Кольормет» Запоріжжя)

Drużyna piłkarska Kolormet Zaporoże (ros. Цветмет Запорожье, Cwietmiet Zaporożje) została założona w mieście Zaporoże w latach 30. XX wieku. W 1938 debiutował w rozgrywkach Pucharu ZSRR. Potem kontynuował występy w rozgrywkach Mistrzostw i Pucharu obwodu, dopóki nie został rozwiązany.

## Sukcesy
- Puchar ZSRR:

1/64 finału: 1938